# Randy Rhoads
Randall William Rhoads (n. 6 decembrie 1956, Santa Monica, California, SUA – d. 19 martie 1982, Leesburg⁠(d), Florida, SUA), cunoscut și ca Randy Rhoads, a fost un chitarist de heavy metal, care a activat alături de trupa de heavy metal Quiet Riot între anii 1973, până în 1979, dar și  alături de Ozzy Osbourne din 1980 până la moartea sa în 1982, în urma unui accident de avion.